# Urosphena
Urosphena es un género de aves paseriformes en la familia Cettiidae, anteriormente clasificados en los sílvidos. Se distribuyen por el este del Asia paleártica, la región indomalaya, la Wallacea y el África subsahariana.

## Especies
Se reconocen las siguientes especies:
- Urosphena squameiceps – buscarla colicorta asiática.
- Urosphena subulata – buscarla colicorta de Timor.
- Urosphena whiteheadi – buscarla colicorta de Borneo.
- Urosphena pallidipes – cetia paticlaro.
- Urosphena neumanni – tesia de Neumann (Hemitesia neumanni en Birdlife checklist).[5]